# Zaprešić
Zaprešić (udtale: zâːpreʃitɕ) er en by i storbyområdet og distriktet Zagreb , beliggende i Hrvatsko zagorje-området i det nordlige Kroatien. Byen havde i 2011 en befolkning på 19.644 indbyggere i selve byen, og 25.223 i kommunen.
Den ligger nordvest for den kroatiske hovedstad Zagreb nær grænsen til Slovenienn. Den er centreret på sletterne nord for Sava-floden, og grænser op til Medvednica-bjerget mod øst og Marija Gorica-bakkerne mod vest.

## Om byen
I løbet af det 19. århundrede drev byen den første slagterivirksomhed i Kroatien. Den blev dog først formelt etableret som en by i 1995. Byen styres af en borgmester, et bystyre på syv medlemmer (overhus) og et byråd af enogtyve medlemmer (underhus). Zaprešić har sit eget brandvæsen, men politidækning leveres af byen Zagreb. Komunalno poduzeće Zaprešić administrerer alle forsyningsselskaber undtagen elektricitet.

## Historie
Den første menneskelige bosættelse i og nær Zaprešić stammer fra neolitikum, og flere romerske veje blev anlagt i området. Nærhed til transportkorridorer afspejles også i betydningen af navnet (za, 'nær eller bagved', prešće 'krydsning').
Zaprešić blev nævnt i skriftlige kilder i slutningen af det 11. århundrede. I 1094, efter dannelsen af Zagreb Bispedømme, blev magthaveren Aka, en rådgiver for Ungarsk-kroatisk Konge Ladislav 1., fik tildelt land vest og øst for Medvednica-bjerget for at beskytte det nyoprettede bispedømme.